# Tancredo Tancredi
Tancredo Tancredi, conosciuto anche come Tancredo da Siena (Siena, 1185 – 9 settembre 1241), è stato un missionario domenicano italiano.

## Biografia
Tancredo Tancredi o Tancredi da Siena, è stato un religioso e missionario italiano, uno della prima generazione di frati domenicani, amico personale di San Domenico. È facilmente confuso con un contemporaneo domenicano, Tancredi da Bologna, e i due sono talvolta indistinguibili nelle fonti e sono stati considerati come una sola persona, anche se questo è notoriamente falso.
A Tancredo sono state attribuite molte conversioni e anche miracoli e da alcune fonti è beatificato. 
Tancredi è nato a Siena da genitori della famiglia benestante dei Tancredi. Hanno curato la sua vasta formazione, mandandolo prima alla Università di Bologna e poi all'Università di Parigi, dove ha ricevuto il suo dottorato. Torna da Parigi a Siena, dove ascolta per la prima volta la predicazione di San Domenico nella Cattedrale di Siena. Secondo le fonti successive, ebbe una visione della Vergine Maria in piedi accanto a Domenico e dopo la predica lei si avvicinò Tancredi e lo implorò di "seguire quell'uomo; e non separarti da esso". Presso l'Ospedale di Santa Maria Maddalena Tancredi ricevette l'abito da Domenico e intraprese una vita da religioso.

## Vita religiosa
In un episodio inizialmente riferito da Tancredo a Giordano di Sassonia, San Domenico era in visita al priore della chiesa quando un giovane parente di Stefano Orsini, cardinale dell'Abbazia di Fossanova, era finito in una lettiera dopo una caduta da cavallo. Secondo Giordano, non si capiva se era vivo o morto, ma su insistenza di Tancredo, San Domenico ha pregato Dio per la vita del ragazzo e questi era miracolosamente guarito. Questa storia è stata amplificata nei racconti successivi. Il ragazzo è Napoleone, nipote di Stefano, e Stefano sviene dopo aver sentito la notizia, cadendo tra le braccia di Domenico. Su esortazione di Tancredo, Stefano prega Dio e riceve un miracolo: il ragazzo, morto, è portato di nuovo alla vita.
Tancredo fu probabilmente priore di San Sisto Vecchio a Roma sino a che l'edificio è stato trasformato in un Monastero dei Dominicani. Fu trasferito a Santa Sabina per continuare a servire come priore. 
Nel 1222, dopo la morte di San Domenico avvenuta l'anno precedente, Tancredi lasciò l'Italia per la Terra santa come il superiore di un gruppo di frati, nominato dal Giordano di Sassonia per stabilirvi una missione. Tancredi ha fondato diverse case nello Stato crociato e si afferma che ha convinto molti a convertirsi al cristianesimo e alla mendicità. Anche se Tancredo non è riconfermato a capo dei Domenicani in Terra Santa, vi rimane fino alla sua morte nel 1241.
Lo storico domenicano e agiografo Gregorio Lombardelli, ha scritto la prima biografia di Tancredo Tancredi, Vita de Tancredo Tancredi. Si attribuiscono a lui alcune opere della letteratura ancora inedite: commenti sulle Scritture e sui Quattro Libri delle Sentenze del teologo Pietro Lombardo. Questi sono stati scritti probabilmente durante il periodo dopo il suo ritorno a Siena e prima del suo ingresso nell'ordine.